# Basílica de Santo Apolinário nas Termas.
Sant'Apollinare alle Terme Neroniane-Alessandrine ou Basílica de Santo Apolinário nas Termas Nero-Alexandrinas, chamada simplesmente de Sant'Apollinare alle Terme, é uma basílica menor e igreja titular em Roma, Itália, dedicada a Santo Apolinário, o primeiro bispo de Ravena. Seu nome é uma referência às Termas de Nero (ou "Alexandrinas"), que ficava nas imediações.
O cardeal-diácono protetor do título de Santo Apolinário é Jean-Louis Pierre Tauran, antigo arcebispo-titular de Telepte.

## História e arquitetura
A igreja foi fundada no início da Idade Média, provavelmente no século VII. Foi mencionada pela primeira vez no Liber Pontificalis na época do papa Adriano I, uma menção à utilização de restos de ruínas romanas em seu construção. Os primeiros padres que serviram na igreja eram provavelmente monges basilianos vindos do oriente fugindo da controvérsia iconoclasta que varria o Império Bizantino.
Ela está listada no Catálogo de Turim como uma capela papal com oito clérigos e, em 1574, foi doada aos jesuítas pelo papa Gregório XIII. Ela foi utilizada como igreja universitária do vizinho Collegium Germanicum in the Palazzo di Sant'Apollinare, que depois foi fundido com o Collegium Hungaricum para formar o Collegium Germanicum et Hungaricum, uma instituição jesuíta até a supressão da ordem na Itália em 1773, quando passou para os lazaristas.
No final do século XVII, a igreja estava em más condições de conservação. Os planos para reconstrução foram discutidos por um longo período, mas não se concretizaram, provavelmente pela falta de recursos. Apesar disso, em 1702, uma capela foi redecorada e rededicada a São Francisco Xavier e uma estátua do santo, encomendada a Pierre Le Gros, resultou numa obra de tamanha beleza que, quando o edifício acabou finalmente sendo reconstruído, ela se preservou e está até hoje in situ.
Apenas em 1742, o papa Bento XIV encomendou a Ferdinando Fuga a obra de reconstrução. Ele deu à igreja uma nova fachada no estilo do final do século XVI, já com elementos barrocos. Ela está dividida em dois andares, com colunas jônicas no térreo e coríntias no andar superior. A porta principal é flanqueada por duas grandes janelas e sobre ela está um tímpano triangular. No andar superior está uma grande janela central com uma varanda ladeada por duas janelas menores. A fachada toda está coroada por um duplo tímpano. Fuga também reconstruiu a cúpula e todo o complexo foi rededicado em 1748.
Em 1984, a igreja foi elevada a basílica menor pelo papa São João Paulo II. Em 1990, foi entregue para os cuidados da Opus Dei e é atualmente parte de sua Pontifícia Universidade da Santa Cruz, sucessora do Collegium Germanicum. No mesmo ano, o notório gângster Enrico De Pedis, chefão da chamada Banda della Magliana, foi enterrado na cripta da igreja por autorização do cardeal Ugo Poletti. O sepultamento, pouco usual, tem sido citado em referência ao caso do sequestro de Emanuela Orlandi e a tumba foi reaberta para investigações em 2012.

## Interior
A igreja tem uma única nave central. De cada lado dela estão pilastras com capiteis coríntios que suportam a arcada. Entre os arcos estão as diversas capelas. O teto em abóbada de berço está pintado com um afresco chamado "A Glória de Santo Apolinário", de Stefano Pozzi.
O altar-mor foi encomendado pelo papa Bento XIV, com a decoração em estuque obra de Bernardino Ludovisi e a peça-de-altar, do início do século XVII, é uma "Consagração de Santo Apolinário como Bispo de Ravena". A cripta abriga relíquias.
A elíptica Capela das Graças, que fica fora da igreja propriamente dita, pode ser alcançada através de uma porta do lado esquerdo. Está ali um afresco de 1494 da "Virgem, Rainha dos Apóstolos" que sobreviveu ao saque de Roma (1527) por que os padres cobriram-no com cal. Ele foi redescoberto em 1645, quando dois garotos e um soldado se refugiaram na igreja durante um terremoto. A moldura de mármore com querubins em estuque dourado é obra de Peter Anton von Verschaffelt.
Francesco Antonio Zaccaria, escritor e arqueólogo morto em 1795, está sepultado na Capela de Santo Inácio de Loyola.

## Galeria

Imagens da igreja
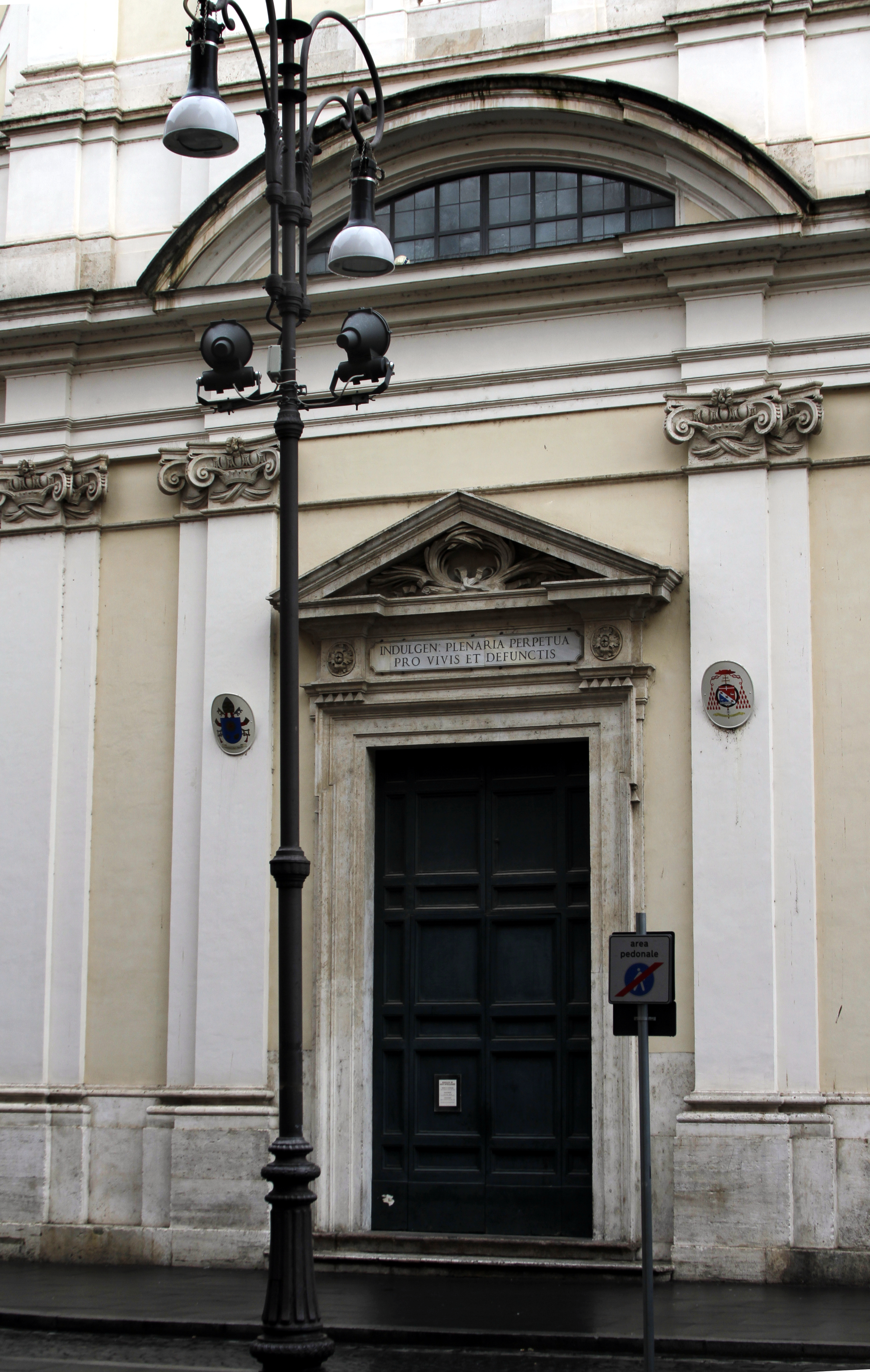
Portal
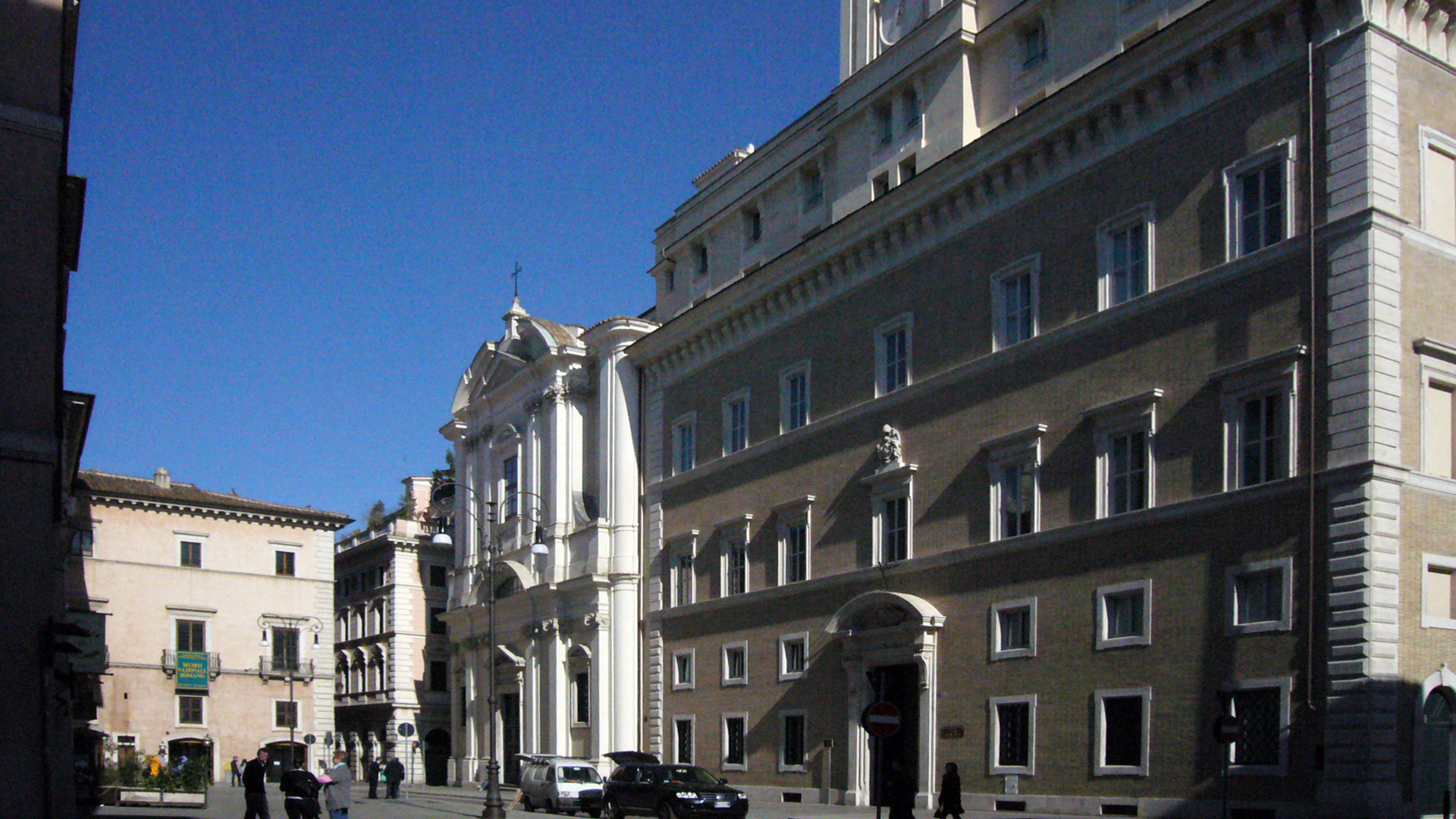
Vista da igreja ao lado da Pontifícia Universidade da Santa Cruz
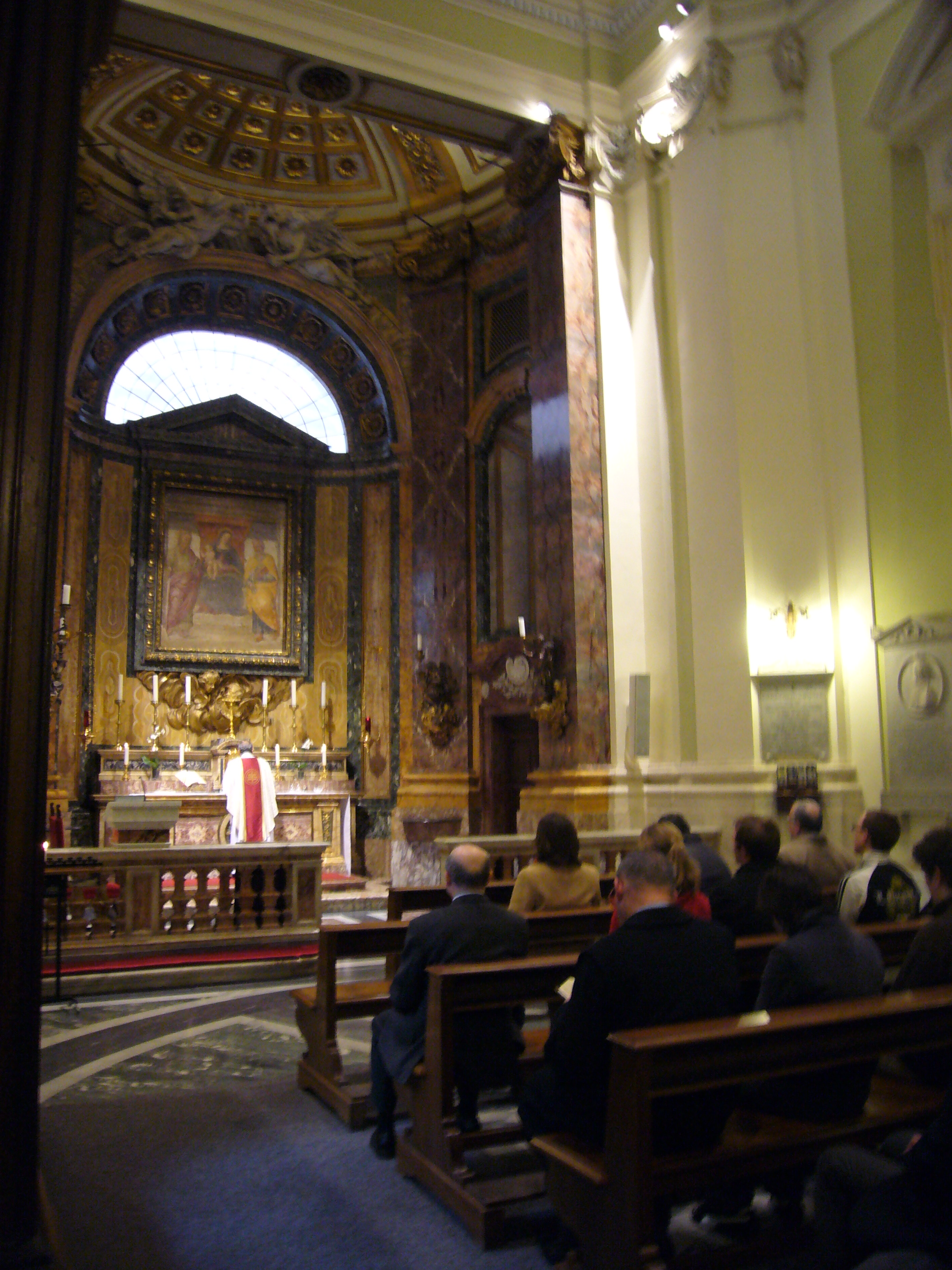
Altar-mor